# Lac de l'Hongrin

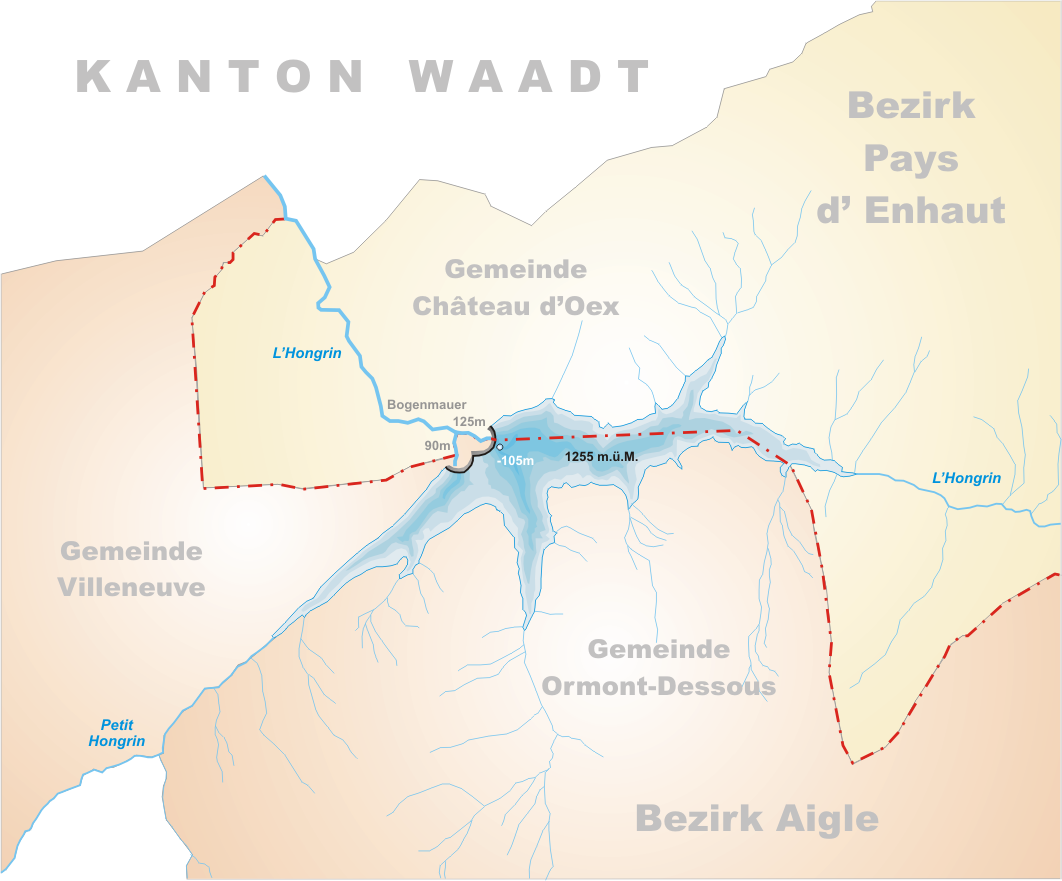

Lac de l’Hongrin är en konstgjord sjö i kommunerna Ormont-Dessous och Château-d'Oex i kantonen Vaud i Schweiz som främst är vattenmagasin för pumpkraftverket Veytaux. Den bildades 1969 då två höga valvdammar byggdes för att samla upp smältvatten från nio större och mindre vattendrag. 
Sjön är ett populärt utflyktsmål för vandrare,  cyklister och sportfiskare. I närheten av dammbyggnaden finns ett picknickområde och från dammens krön har man utsikt över sjön och dess omgivningar med bland annat bergstoppen Rochers de Naye (2 042 m ö.h.).